# Caldana
Caldana è una frazione del comune italiano di Gavorrano, nella provincia di Grosseto, in Toscana.

## Geografia fisica
Il borgo di Caldana si trova sul dorso pianeggiante di una collina sud-orientale del Monte Calvo, in un'area ricca di rocce calcaree storicamente impiegate nella produzione del marmo. Il territorio della frazione è interessato da brevi ma numerosi corsi d'acqua: il fosso dell'Acqua Nera (4 km), il fosso Bagnaccio (5 km), il fosso del Balzo (2 km), il fosso Terrighi (4 km), il Botrone (1 km) e il Val di Miccia (3 km).
Caldana è situata a sud-est del capoluogo comunale, dal quale dista circa 10 km, poco oltre il vicino centro di Ravi.

## Storia
Il paese sorse prima dell'XI secolo come possedimento dei vescovi di Roselle, che successivamente lo cedettero ai monaci dell'abbazia di Sestinga. Originariamente la località era denominata Caldana di Ravi, vista la sua secondaria importanza rispetto al vicino centro.
Nei secoli successivi divenne proprietà della famiglia Pannocchieschi, prima di passare sotto il controllo di Siena. A metà del XVI secolo Caldana entrò a far parte del Granducato di Toscana, a seguito della caduta della repubblica senese. In seguito venne infeudata prima ai Bellanti e poi agli Austini, famiglia senese della contrada della Selva, e successivamente a ricche famiglie della zona tra la fine del XVI e la seconda metà del XVIII secolo: i Suarez, i Bichi e i Chigi. A questa ultima famiglia succedettero definitivamente i Lorena con il ritorno di Caldana tra i possedimenti granducali.

## Monumenti e luoghi d'interesse

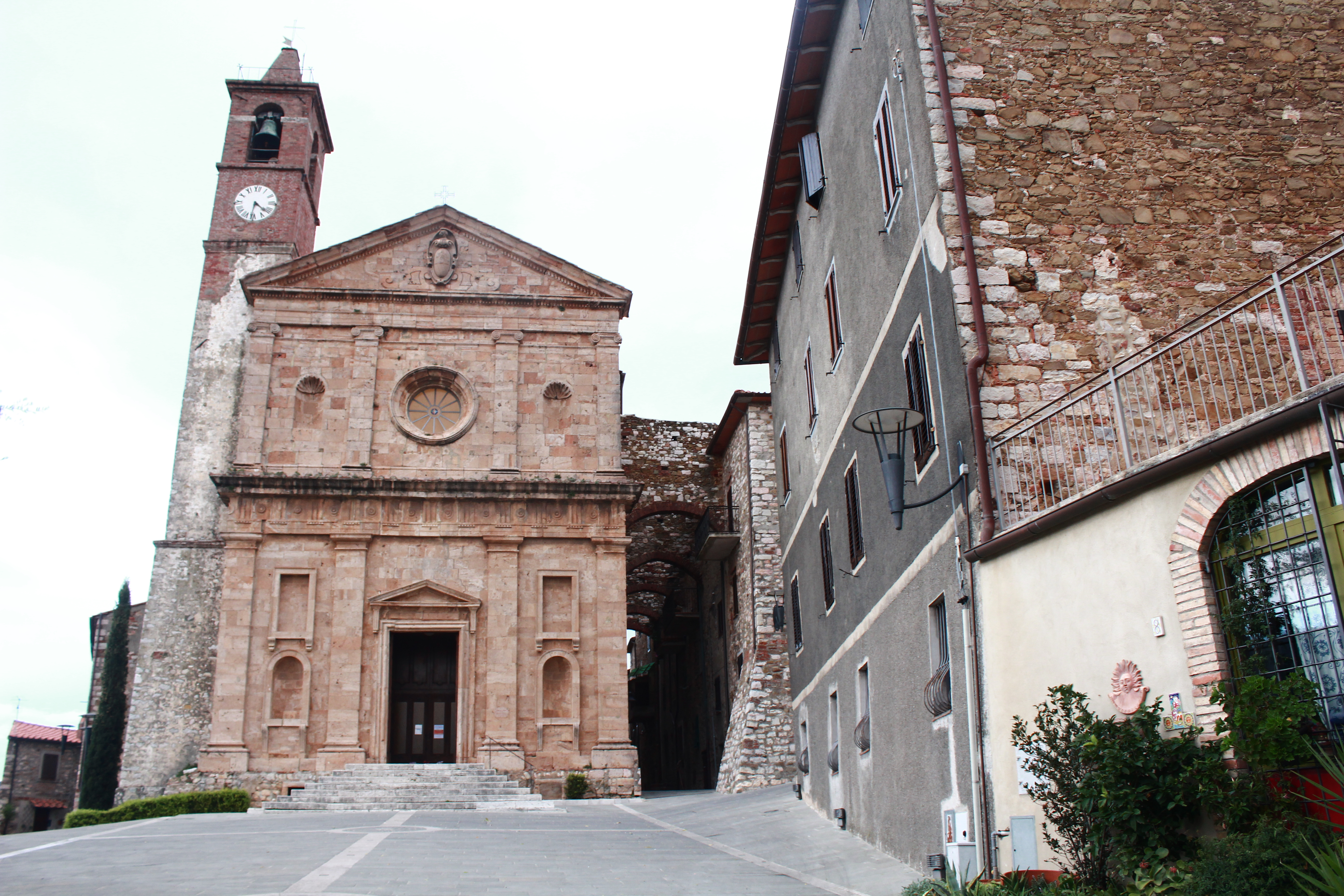
La piazza della chiesa di San Biagio.

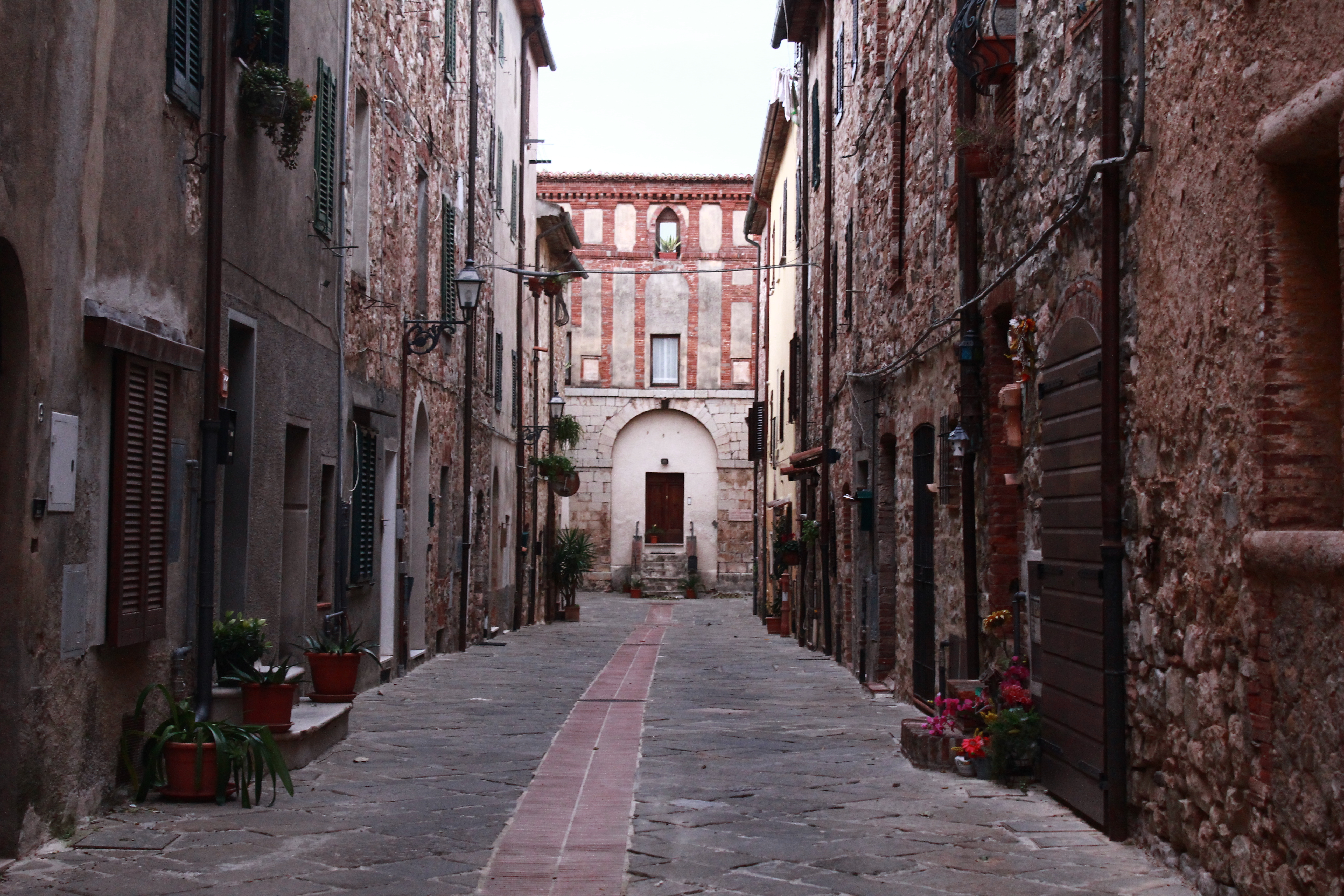
Vicolo del borgo che conduce alla canonica di San Biagio.

### Architetture religiose
- Chiesa di San Biagio, chiesa parrocchiale della frazione, è stata costruita nel XVI secolo su probabile impianto duecentesco, con facciata attribuita alla scuola dell'architetto rinascimentale Antonio da Sangallo il Vecchio. Nel 1828 fu costruito il campanile e nel 1970 tutta la struttura ha subito un notevole intervento di restauro. All'interno, tra le varie opere, si segnala l'affresco dell'altare maggiore di Giuseppe Nicola Nasini con San Biagio vescovo e san Guglielmo in adorazione del Crocifisso.[8]
- Canonica di San Biagio, situata a Caldana, costituisce il nucleo originario della vecchia pieve duecentesca. La facciata ha subito rifacimenti tardo-cinquecenteschi.[9]
- Oratorio di Sant'Antonio da Padova, costruito nel 1670 per volere del conte Annibale Bichi, presenta una facciata rimaneggiata nel corso del XIX secolo, mentre all'interno si segnalano un interessante altare maggiore in stucco realizzato nel 1678 da Domenico Notari e due dipinti seicenteschi: l'Apparizione della Madonna, di Cristo, di sant'Antonio da Padova e di san Biagio a san Guglielmo in preghiera, e Angelo custode con Gesù Bambino in contemplazione degli strumenti della Passione.[10]
- Convento di Sant'Agostino, situato tra via Alessandrini e via della Chiusa, è documentato sin dal 1629 e ospitò gli Agostiniani fino al 1652, anno della sua soppressione. Oggi si presenta notevolmente trasformato e adibito ad edificio residenziale.[11]

### Architetture civili
- Palazzo Tosi, situato in via Montanara, risale al XVII secolo. Interessante la loggia vetrata all'ultimo piano, mentre all'interno è ancora situata la vecchia cisterna. Un'ala del palazzo era originariamente destinata a frantoio e magazzino.[12]

### Architetture militari
- Mura di Caldana: costruite in epoca alto-medievale a difesa dello storico borgo, si presentano con forma quadrangolare, con la presenza, lungo la cinta muraria, di quattro imponenti bastioni angolari. Le mura oggi sono state inglobate in buona parte dalle costruzioni intorno alla chiesa di San Biagio.[13]
- Castello di Caldana, edificio storico difficilmente identificabile poiché inglobato in varie abitazioni in periodo rinascimentale. Sul frontone vi è lo stemma degli Agustini (troncato nel primo d'azzurro al crescente d'oro; nel secondo bandato di rosso e argento al capo d'oro caricato di un'aquila di nero).

## Società

### Evoluzione demografica
Quella che segue è l'evoluzione demografica della frazione di Caldana. Sono indicati gli abitanti dell'intera frazione e dove è possibile la cifra riferita al solo capoluogo di frazione. Dal 1991 sono contati da Istat solamente gli abitanti del centro abitato, non della frazione.
| Anno | Abitanti | Abitanti       |
| Anno | Frazione | Centro abitato |
| ---- | -------- | -------------- |
| 1640 | 329      | -              |
| 1745 | 325      | -              |
| 1833 | 427      | -              |
| 1845 | 450      | -              |
| 1921 | 1 600    | -              |
| 1931 | 1 764    | -              |
| 1961 | 1 879    | 1 436          |
| 1981 | 1 369    | 1 044          |
| 2001 | -        | 980            |
| 2011 | -        | 906            |

### Lingue e dialetti
Una caratteristica degli abitanti del paese, ormai caduta in disuso, era nel pronunciare parlando una sola erre (r) quando nella parola c'è una doppia. Es. "terra" veniva pronunciata "tera", oppure "Gavorrano" veniva pronunciato "Gavorano".
Altra particolarità dialettale è l'utilizzo della parola "collo" intesa nel senso di stupore.

## Cultura

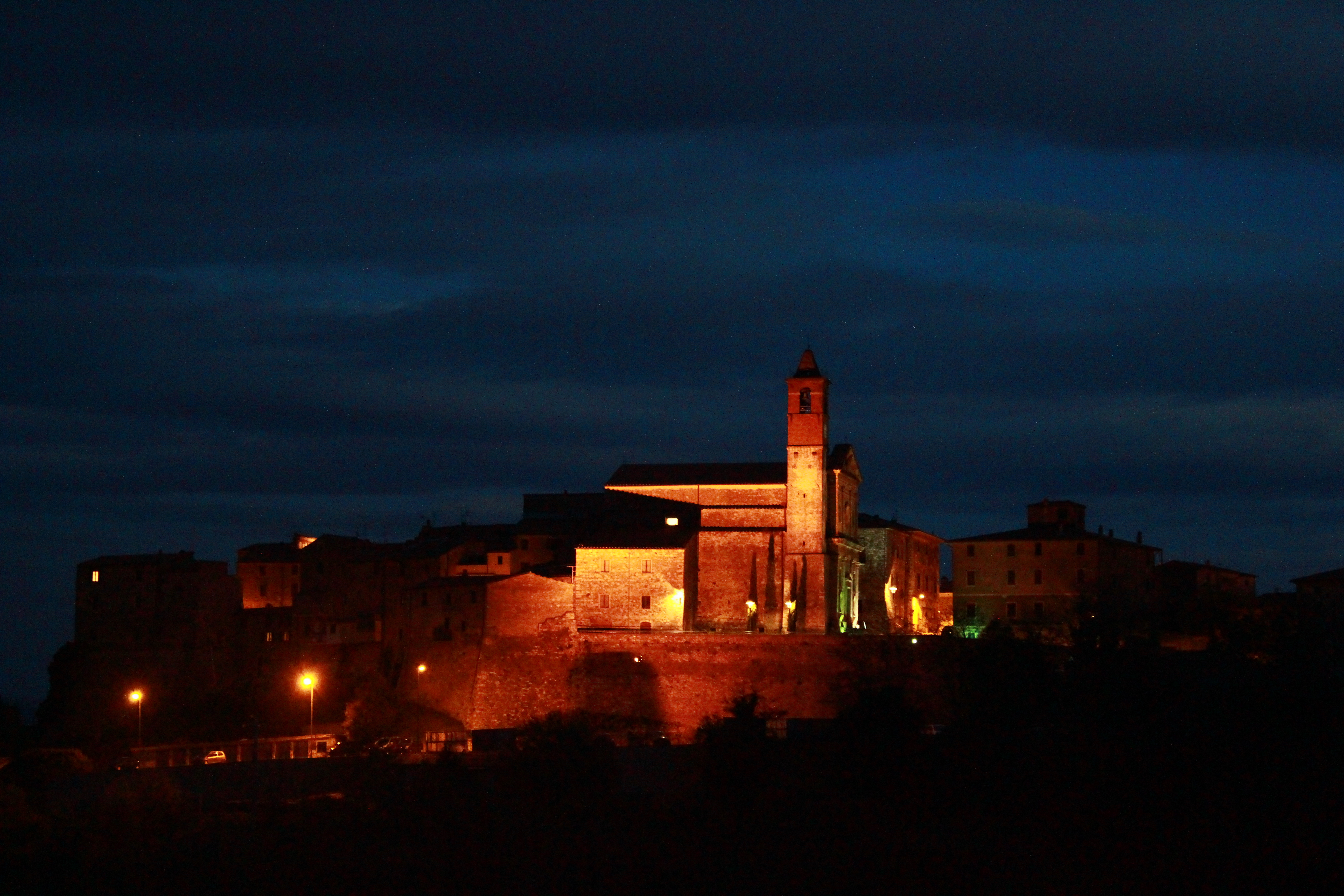
Veduta di Caldana alla sera.

### Televisione
A Caldana è stata girata la fiction televisiva tedesca Ein Haus in der Toscana (1990-1994), diretta da Gabi Kubach.

### Eventi
Durante l'anno si svolgono diverse manifestazioni, le principali sono due: la festa di mezz'agosto (che si svolge sempre a cavallo del giorno 15) e la festa di ottobre che si svolge nel fine settimana della prima e seconda domenica del mese. La prima, della durata di cinque giorni, prevede la sagra, che ha luogo tutte le sere e il pranzo del giorno 15 agosto, e spettacoli di intrattenimento comprendenti musica e animazione. La festa di ottobre, invece, comprende la sagra paesana con piatti tipici del luogo e esposizioni di vario genere proposte da commercianti e espositori del luogo e non. Per la manifestazione vengono aperte le cantine del centro storico caldanese e vengono offerte manifestazioni come musica tradizionale dal vivo. Altre feste sono il mercatino di Natale che si svolge ogni anno nel mese di dicembre e le esibizioni del coro caldanese "Caldana Yes" che offrono piacevoli esibizioni durante tutto l'anno.

## Geografia antropica
Il territorio della frazione è composto da un centro abitato principale, il paese di Caldana (178 m s.l.m., 906 abitanti), posto in posizione dominante sul dorso della collina, e da altri due centri abitati che invece si sviluppano a valle: Basse di Caldana (51 m s.l.m., 50 ab.) e Bivio di Caldana (34 m s.l.m., 12 ab.).
Altre località minori sono quelle di Cesi, Montebelli, Poderi Alti, Poderi Bassi e Poderino. Storicamente anche la località del Grilli, prima di divenire frazione a sé stante, era compresa nel territorio di Caldana.

## Economia
Poco fuori del paese, ancora visibili, erano coltivate le cave di marmo portasanta, proprietà nel corso del rinascimento della famiglia degli Agustini e in seguito alla riforma di Pietro Leopoldo riaperte dai Fallani. Il portasanta è un marmo con vene tendenzialmente rossastre. Il nome "portasanta" è dovuto agli stipiti della Porta Santa della Basilica Vaticana. In antichità tale marmo era conosciuto anche con il nome di "pietra claudiana" in quanto sembra che fosse il marmo prediletto dall'imperatore Claudio Tiberio.

## Amministrazione

### Gemellaggi
La frazione è gemellata con la Contrada della Selva  di Siena.

## Sport
A Caldana ha sede la società calcistica Unione Sportiva Caldana, che attualmente milita nel campionato di prima categoria.